# آلبرشت فن رون
آلبرشت فن رون (انگلیسی: Albrecht von Roon؛ ۳۰ آوریل ۱۸۰۳ – ۲۳ فوریهٔ ۱۸۷۹) یک سیاست‌مدار اهل آلمان و از ۱ ژانویه ۱۸۷۳ تا ۹ نوامبر ۱۸۷۳ نخست وزیر آلمان بود.